# Ma part de Gaulois
Ma part de Gaulois est le troisième livre de Magyd Cherfi. Il est paru le 17 août 2016 aux éditions Actes Sud. C'est le premier récit de l'auteur, ses deux premiers ouvrages étant des recueils de nouvelles. Le récit se présente comme une autofiction, mélangeant faits réels et fictifs.

## Réception critique
L'ouvrage reçoit un accueil très favorable de la critique. Magyd Cherfi effectue la rentrée de La Grande Librairie aux côtés de Alain Mabanckou, Nathacha Appanah, Amélie Nothomb et Gaël Faye.
Il figure sur la première sélection du prix Goncourt 2016. Magyd Cherfi remporte le prix du Parisien Magazine qui lui vaut une invitation dans l'émission On n'est pas couché.
Le 10 décembre, le quotidien La Dépêche du Midi révèle que le livre a dépassé les 50 000 exemplaires vendus.

## Sélections et prix
- Lauréat du Prix Le Parisien Magazine, octobre 2016[3]
- Lauréat du Prix des députés, mars 2017[4]
- Lauréat du Prix Beur FM Méditerranée, février 2017[5]
- 2e sélection du Prix Goncourt des lycéens, novembre 2016[6]
- Sélection du Prix Goncourt, septembre 2016[7]
- 2e sélection du Prix Eugène-Dabit du roman populiste, novembre 2016[8]
- Lauréat du Prix des bibliothèques de Vic-Le-Fesq, mai 2017[9]

## Adaptation
Malik Chibane réalise l'adaptation cinématographique du roman. La sortie du film Ma part de Gaulois est prévue pour le 31 janvier 2024.